# Second Rhapsody
La Second Rhapsody és una peça de concert per a orquestra amb piano del compositor nord-americà George Gershwin, escrita l'any 1931. De vegades es fa referència al seu títol original, Rhapsody in Rivets.
La Second Rhapsody es va representar poques vegades al segle xx, i només en els darrers anys l'atenció crítica i popular s'ha centrat en l'obra.

## Composició
El 1930, George Gershwin, juntament amb el seu germà Ira Gershwin, van ser convidats a anar a Hollywood per oferir la música per a la pel·lícula Delicious. Després de completar el treball en la majoria de les cançons de la pel·lícula i la seqüència de "The Melting Pot", George va començar a esbossar música per acompanyar un muntatge visual extens, en el qual un personatge passeja pels carrers de Nova York. El títol inicial d'aquesta seqüència era Manhattan Rhapsody, que es va rebatejar durant la producció de la pel·lícula com New York Rhapsody, i finalment com a Rhapsody in Rivets. Gershwin va completar l'esbós poc abans de tornar a Nova York a finals de febrer de 1931.
A Nova York, Gershwin va començar a treballar en una partitura completa de la Second Rhapsody el 14 de març de 1931 i va completar la partitura el 23 de maig. Estava orgullós d'aquest treball, i va comentar: "En molts aspectes, com l'orquestració i la forma, és el millor que he escrit".
Per al seu ús a la seqüència de la pel·lícula Delicious, la partitura es va editar per adaptar-se a la durada de set minuts de la seqüència, eliminant més de la meitat de la música original. Aquesta edició possiblement la va fer Hugo Friedhofer, un músic de l'estudi de cinema Fox que havia treballat amb Gershwin en el seu primer esbós de la Rhapsody. El mateix Gershwin va eliminar més tard el trio inicial amb piano, violoncel i violí.

## Estrena
El 26 de juny de 1931, Gershwin va dirigir músics de Nova York i va tocar el solo de piano en una presentació de la Rhapsody. Va fer gravar l'assaig de manera professional, però mai es va publicar comercialment. Anys més tard, Ira Gershwin va proporcionar la gravació perquè pogués ser publicada en format LP. El 1991, aquesta interpretació històrica es va editar en CD per Musicmasters. Les orquestracions difereixen molt en diverses àrees de la versió final de Gershwin (i la reorquestració posterior de McBride). En aquesta gravació es poden escoltar diversos solos de piano i altres parts de la Rhapsody que després Gershwin va eliminar.
La peça va rebre la seva estrena al Boston Symphony Hall per la Boston Symphony Orchestra sota la batuta de Serge Koussevitzky el 29 de gener de 1932, amb el mateix compositor interpretant la part de piano. L'estrena a Nova York es va fer uns dies després.

## Reedició per editor
La forma que més s'escolta avui és una versió reorquestrada per Robert McBride creada catorze anys després de la mort de Gershwin. McBride va ser encarregat per Frank Campbell-Watson, editor musical de la discogràfica de Gershwin, New World Music, de reorquestrar completament l'obra. Com que aquesta versió és l'única oferta pel segell, ha estat gairebé impossible per a les orquestres interpretar l'obra tal com Gershwin l'havia concebut. No obstant això, una gravació de 1931 d'un assaig de l'obra, amb Gershwin tocant els solos i dirigint l'orquestra, ofereix una idea de la versió original. Aquesta gravació es va publicar en CD sota el títol Gershwin Performs Gershwin - Rare Recordings 1931-1935 (Jazz Heritage-512923A, 1991).
La majoria de les orquestracions de Gershwin s'han simplificat enormement. Molts passatges de corda es van reassignar a altres instruments (per exemple, la part del quartet de corda de l'adagio es va gravar de nou per a violí, clarinet, oboè i violoncel), o els instruments que abans tenien solos ara tenen altres instruments doblant els seus passatges. A més, vuit compassos eliminats pel compositor es van tornar a afegir a la recapitulació per part de l'editor.
Michael Tilson Thomas ha estat un promulgador de la versió original de Gershwin de 1931. Va buscar el manuscrit original a la biblioteca com a base del seu enregistrament de 1985 i per a les seves actuacions posteriors. El 2008, l'especialista en Gershwin, Jack Gibbons, va fer la seva pròpia restauració de l'orquestració original de la Second Rhapsody de 1931, treballant directament a partir del manuscrit original de Gershwin, interpretant-la per primera vegada al Cadogan Hall de Londres el 4 de juny de 2008 amb la New London Orchestra dirigida per Ronald Corp. La versió original (inclosa la cadenza de piano extra original de Gershwin) també es va interpretar al Carnegie. Hall a Nova York el 7 de maig de 2013, a càrrec de l'Orquestra Simfònica d'Albany i el pianista Kevin Cole.

## Estat de conservació
El 22 de setembre de 2013 es va anunciar que finalment es publicarà una edició crítica musicològica de la partitura orquestral completa. La família Gershwin, que treballa conjuntament amb la Biblioteca del Congrés i la Universitat de Michigan, està treballant per posar a disposició del públic partitures que representin la veritable intenció de Gershwin. No és clar si la partitura crítica inclourà el material que Gershwin va eliminar més tard de la Rhapsody, o si les partitures documentaran els canvis en l'orquestració durant el procés de composició de Gershwin. També es desconeix si la partitura crítica també inclourà la reorquestració posterior de McBride (per tal de donar context a les gravacions històriques de l'obra).
Tot i que tot el projecte Gershwin podria trigar entre 30 i 40 anys a completar-se, és probable que la Second Rhapsody sigui una de les primeres obres a ser publicades.